# Europarlamentari della Germania della IV legislatura
Gli europarlamentari della Germania della IV legislatura, eletti in occasione delle elezioni europee del 1994, furono i seguenti.

## Composizione storica
| Europarlamentare                       | Lista                                    | Gruppo |
| -------------------------------------- | ---------------------------------------- | ------ |
| Siegbert Alber                         | Unione Cristiano-Democratica di Germania | PPE    |
| Otto Bardong                           | Unione Cristiano-Democratica di Germania | PPE    |
| Rolf Berend                            | Unione Cristiano-Democratica di Germania | PPE    |
| Undine-Uta Bloch Von Blottnitz         | Alleanza 90/I Verdi                      | GV     |
| Reimer Böge                            | Unione Cristiano-Democratica di Germania | PPE    |
| Gerhard Botz                           | Partito Socialdemocratico di Germania    | PSE    |
| Hiltrud Breyer                         | Alleanza 90/I Verdi                      | GV     |
| Elmar Brok                             | Unione Cristiano-Democratica di Germania | PPE    |
| Daniel Cohn-Bendit                     | Alleanza 90/I Verdi                      | GV     |
| Markus Ferber                          | Unione Cristiano-Sociale in Baviera      | PPE    |
| Karl-Heinz Florenz                     | Unione Cristiano-Democratica di Germania | PPE    |
| Ingo Friedrich                         | Unione Cristiano-Sociale in Baviera      | PPE    |
| Honor Funk                             | Unione Cristiano-Democratica di Germania | PPE    |
| Evelyne Gebhardt                       | Partito Socialdemocratico di Germania    | PSE    |
| Norbert Glante                         | Partito Socialdemocratico di Germania    | PSE    |
| Anne-Karin Glase                       | Unione Cristiano-Democratica di Germania | PPE    |
| Lutz Goepel                            | Unione Cristiano-Democratica di Germania | PPE    |
| Willi Görlach                          | Partito Socialdemocratico di Germania    | PSE    |
| Alfred Gomolka                         | Unione Cristiano-Democratica di Germania | PPE    |
| Friedrich-Wilhelm Graefe Zu Baringdorf | Alleanza 90/I Verdi                      | GV     |
| Lissy Gröner                           | Partito Socialdemocratico di Germania    | PSE    |
| Maren Günther                          | Unione Cristiano-Sociale in Baviera      | PPE    |
| Otto Von Habsburg                      | Unione Cristiano-Sociale in Baviera      | PPE    |
| Klaus Hänsch                           | Partito Socialdemocratico di Germania    | PSE    |
| Jutta Haug                             | Partito Socialdemocratico di Germania    | PSE    |
| Renate Charlotte Heinisch              | Unione Cristiano-Democratica di Germania | PPE    |
| Magdalene Hoff                         | Partito Socialdemocratico di Germania    | PSE    |
| Karsten Friedrich Hoppenstedt          | Unione Cristiano-Democratica di Germania | PPE    |
| Georg Jarzembowski                     | Unione Cristiano-Democratica di Germania | PPE    |
| Karin Jöns                             | Partito Socialdemocratico di Germania    | PSE    |
| Karin Junker                           | Partito Socialdemocratico di Germania    | PSE    |
| Hedwig Keppelhoff-Wiechert             | Unione Cristiano-Democratica di Germania | PPE    |
| Heinz Kindermann                       | Partito Socialdemocratico di Germania    | PSE    |
| Peter Kittelmann                       | Unione Cristiano-Democratica di Germania | PPE    |
| Christa Klass                          | Unione Cristiano-Democratica di Germania | PPE    |
| Dieter-Lebrecht Koch                   | Unione Cristiano-Democratica di Germania | PPE    |
| Christoph Konrad                       | Unione Cristiano-Democratica di Germania | PPE    |
| Constanze Krehl                        | Partito Socialdemocratico di Germania    | PSE    |
| Wolfgang Kreissl-Dörfler               | Alleanza 90/I Verdi                      | GV     |
| Wilfried Kuckelkorn                    | Partito Socialdemocratico di Germania    | PSE    |
| Annemarie Kuhn                         | Partito Socialdemocratico di Germania    | PSE    |
| Helmut Kuhne                           | Partito Socialdemocratico di Germania    | PSE    |
| Bernd Lange                            | Partito Socialdemocratico di Germania    | PSE    |
| Werner Langen                          | Unione Cristiano-Democratica di Germania | PPE    |
| Brigitte Langenhagen                   | Unione Cristiano-Democratica di Germania | PPE    |
| Klaus-Heiner Lehne                     | Unione Cristiano-Democratica di Germania | PPE    |
| Marlene Lenz                           | Unione Cristiano-Democratica di Germania | PPE    |
| Peter Liese                            | Unione Cristiano-Democratica di Germania | PPE    |
| Rolf Linkohr                           | Partito Socialdemocratico di Germania    | PSE    |
| Günter Lüttge                          | Partito Socialdemocratico di Germania    | PSE    |
| Kurt Malangré                          | Unione Cristiano-Democratica di Germania | PPE    |
| Erika Mann                             | Partito Socialdemocratico di Germania    | PSE    |
| Thomas Mann                            | Unione Cristiano-Democratica di Germania | PPE    |
| Xaver Mayer                            | Unione Cristiano-Sociale in Baviera      | PPE    |
| Winfried Menrad                        | Unione Cristiano-Democratica di Germania | PPE    |
| Peter Michael Mombaur                  | Unione Cristiano-Democratica di Germania | PPE    |
| Marlies Mosiek-Urbahn                  | Unione Cristiano-Democratica di Germania | PPE    |
| Edith Müller                           | Alleanza 90/I Verdi                      | GV     |
| Hartmut Nassauer                       | Unione Cristiano-Democratica di Germania | PPE    |
| Doris Pack                             | Unione Cristiano-Democratica di Germania | PPE    |
| Helwin Peter                           | Partito Socialdemocratico di Germania    | PSE    |
| Willi Piecyk                           | Partito Socialdemocratico di Germania    | PSE    |
| Bernd Posselt                          | Unione Cristiano-Sociale in Baviera      | PPE    |
| Hans-Gert Pöttering                    | Unione Cristiano-Democratica di Germania | PPE    |
| Godelieve Quisthoudt-Rowohl            | Unione Cristiano-Democratica di Germania | PPE    |
| Christa Randzio-Plath                  | Partito Socialdemocratico di Germania    | PSE    |
| Bernhard Rapkay                        | Partito Socialdemocratico di Germania    | PSE    |
| Klaus Rehder                           | Partito Socialdemocratico di Germania    | PSE    |
| Günter Rinsche                         | Unione Cristiano-Democratica di Germania | PPE    |
| Claudia Roth                           | Alleanza 90/I Verdi                      | GV     |
| Dagmar Roth-Behrendt                   | Partito Socialdemocratico di Germania    | PSE    |
| Mechtild Rothe                         | Partito Socialdemocratico di Germania    | PSE    |
| Willi Rothley                          | Partito Socialdemocratico di Germania    | PSE    |
| Jannis Sakellariou                     | Partito Socialdemocratico di Germania    | PSE    |
| Heinke Salisch                         | Partito Socialdemocratico di Germania    | PSE    |
| Detlev Samland                         | Partito Socialdemocratico di Germania    | PSE    |
| Axel Schäfer                           | Partito Socialdemocratico di Germania    | PSE    |
| Edgar Josef Schiedermeier              | Unione Cristiano-Sociale in Baviera      | PPE    |
| Ursula Schleicher                      | Unione Cristiano-Sociale in Baviera      | PPE    |
| Gerhard Schmid                         | Partito Socialdemocratico di Germania    | PSE    |
| Barbara Schmidbauer                    | Partito Socialdemocratico di Germania    | PSE    |
| Horst Schnellhardt                     | Unione Cristiano-Democratica di Germania | PPE    |
| Jürgen Schröder                        | Unione Cristiano-Democratica di Germania | PPE    |
| Elisabeth Schroedter                   | Alleanza 90/I Verdi                      | GV     |
| Martin Schulz                          | Partito Socialdemocratico di Germania    | PSE    |
| Konrad K. Schwaiger                    | Unione Cristiano-Democratica di Germania | PPE    |
| Irene Barbara Lilia Soltwedel-Schäfer  | Alleanza 90/I Verdi                      | GV     |
| Ulrich Stockmann                       | Partito Socialdemocratico di Germania    | PSE    |
| Christof Tannert                       | Partito Socialdemocratico di Germania    | PSE    |
| Wilfried Telkämper                     | Alleanza 90/I Verdi                      | GV     |
| Diemut Theato                          | Unione Cristiano-Democratica di Germania | PPE    |
| Stanislaw Tillich                      | Unione Cristiano-Democratica di Germania | PPE    |
| Wolfgang Ullmann                       | Alleanza 90/I Verdi                      | GV     |
| Ralf Walter                            | Partito Socialdemocratico di Germania    | PSE    |
| Barbara Weiler                         | Partito Socialdemocratico di Germania    | PSE    |
| Rosemarie Wemheuer                     | Partito Socialdemocratico di Germania    | PSE    |
| Karl Von Wogau                         | Unione Cristiano-Democratica di Germania | PPE    |
| Friedrich Wolf                         | Alleanza 90/I Verdi                      | GV     |
| Wilmya Zimmermann                      | Partito Socialdemocratico di Germania    | PSE    |

## Modifiche intervenute

### Partito Socialdemocratico di Germania
- In data 06.02.1996 a Heinke Salisch subentra Dietrich Elchlepp.

### Unione Cristiano-Democratica di Germania
- In data 10.10.1997 a Siegbert Alber subentra Rainer Wieland.
- In data 23.04.1999 a Marlies Mosiek-Urbahn subentra Michael Gahler.

### Alleanza 90/I Verdi
- In data 23.11.1998 a Claudia Roth subentra Ozan Ceyhun.